# Jan Tschernoster
Jan Tschernoster (* 31. August 1996 in Bergkamen) ist ein ehemaliger deutscher Radrennfahrer.

## Sportliche Laufbahn
Als Juniorenfahrer gewann Tschernoster 2014 das Einzelzeitfahren der Niedersachsen-Rundfahrt. Im Jahr 2015 wurde er vom UCI Continental Team Rad-net Rose unter Vertrag genommen. 2016 wurde er Zweiter bei den Deutschen U23-Zeitfahrmeisterschaften, mit seinem Team Deutscher Meister im Mannschaftszeitfahren und gewann die Gesamtwertung der Rad-Bundesliga 2016. 2015 und 2016 siegte er in der Internationalen Oder-Rundfahrt.
Wegen gesundheitlicher Probleme kündigte Tschernoster im Juni 2017 an, erst im Jahr darauf wieder Rennen zu fahren. Nachdem er 2018 erfolgreich in die Saison gestartet war, stürzte er bei der U23-Austragung der Internationalen Friedensfahrt im Juni des Jahres und erlitt einen Beckenbruch. Ab September bestritt Tschernoster wieder Rennen. Anfang Mai 2019 kollidierte er beim Training mit einer entgegenkommenden Radfahrerin und verletzte sich erneut schwer, nunmehr am linken Arm. Im September 2019 erklärte er seinen Rücktritt vom Leistungsradsport, da er keinen Profivertrag erhielt und sich deshalb seiner beruflichen Ausbildung widmen wollte.

## Erfolge
2014
- eine Etappe Niedersachsen-Rundfahrt der Junioren

2016
- Deutsche U23-Einzelzeitfahrmeisterschaften
- Deutsche Mannschaftszeitfahrmeisterschaft (mit dem rad-net Rose Team)
- Gesamtwertung Rad-Bundesliga